# 오희중 (배우)
오희중(1985년 8월 14일~)은 대한민국의 배우인데, 2006년 연극배우로 처음 데뷔하였다.

## 학력
- 서울상봉초등학교
- 중랑중학교
- 중화고등학교
- 한국예술종합학교 연극원 연기학과

## 출연작

### 드라마
- 《엽기적인 그녀》 (2017년, SBS) - 민유환 역
- 《이브의 사랑》 (2015년, MBC)
- 《호구의 사랑》 (2015년, tvN)
- 《KBS 드라마 스페셜 - 추한 사랑》 (2014년, KBS2) - 남자 사원 역
- 《지붕뚫고 하이킥!》 (2009년, MBC)

### 영화
- 《연애 완전 정복》 (2020년) - 영석 역

### 연극
- 《액션스타 이성용》 - 강두원 역
- 《훈남들의 수다》 - 희수 역
- 《옥탑방 고양이》 - 이경민 역
- 《극적인 하룻밤》 - 정훈 역

### 뮤지컬
- 《오!캐롤》 - 레오나드 역
- 《캐치 미 이프 유 캔》 - 의사 역

### 방송
- 《버저비터》 (2017년, tvN)

### 광고
- HAATZ
- 브라운면도기
- KT&G
- LG생활건강
- 우리투자증권